# San Isidro (Cabañas)
San Isidro es un distrito del municipio Cabañas Este del departamento de Cabañas, en la Región Paracentral de El Salvador.

## Datos básicos
- Extensión de su término municipal: 78,33 km²
- Proporción sobre la extensión total en el departamento: 7,10%
- Lugar en departamento según extensión: 5°
- Densidad de población (según población 1992): 120,87 hab./km²
- Densidad de población (según proyección población 2006): 134,47 hab./km²

## Ubicación y límites
Se encuentra geográficamente ubicado a 70 kilómetros al noreste de San Salvador. Está limitado al norte por Sensuntepeque; al este por Guacotecti y Sensuntepeque; al sur por Santa Clara, San Esteban Catarina y San Sebastián (del Departamento de San Vicente) y al oeste por Ilobasco.

## Geografía
Su clima es cálido, pertenece al tipo de tierra caliente; la flora está constituida por bosque húmedo subtropical, las especies arbóreas más notables son el conacaste, morro, madrecacao, pepeto, chaparro, nance y roble.
Está rodeado por los cerros Morontepeque, Humeras y El Orégano. Sus principales ríos son: Las Cañas, De los Pueblos, Titihuapa, San Isidro, El Jícaro y Río Viejo.
San Isidro celebra sus fiestas patronales el 14 y 15 de mayo en honor a San Isidro Labrador, por lo que sus fiestas tienen una connotación religiosa – cívico y sociales.

## Demografía
- Población (según censo nacional de 1992): 9468 personas
- Población (proyección DIGESTYC de 2006): 10 533 personas
- Población (según Censo de Población y Vivienda 2024): 7333 personas
- Proporción sobre el total de población en el departamento: 5.13 %
- Lugar en el Departamento según población: 5°

## División administrativa
Cuenta con un total de 7 cantones en los que existen 22 caseríos. Los cantones tienen la siguiente población y caseríos:
- Izcatal; 687 habitantes; 2 caseríos (Izcatal y las Vainillas)
- El Ámate; 1402 habitantes; 5 caseríos (El Ámate, El Zarzal, El Junquillo, La Loma)
- Los Jobos; 1085 habitantes; 4 caseríos (Los jobos, Cerro de Ávila, Los Jobitos, El Jute)
- Llano de La Hacienda; 1424 habitantes; 1 caserío (Llano de la Hacienda)
- Potrero de Batres; 837 habitantes; 2 caseríos (Potrero de Batres, El Tablón)
- Potrero y Tabla; 557 habitantes; 2 caseríos (Potrero y Tabla, Horcones)
- San Francisco; 1,397 habitantes; 5 caseríos (San Francisco, Hacienda Vieja, Las Minas)

## Historia
La aldea de San Isidro se erigió en pueblo poco antes de la emancipación política y ya figura como tal y como cantón electoral en la ley de 18 de febrero de 1873. Perteneció al Departamento de San Vicente desde el 12 de junio de 1824 hasta el 10 de febrero de 1873, fecha en que ingreso en el departamento de Cabañas.
Por decreto Legislativo del 7 de febrero de 1879 se le otorgó el título de villa al pueblo de San Isidro y en 1998 se le otorgó el título de ciudad

## Antecedentes históricos
El origen de esta población fue el avecindamiento de varias familias de ladinos en el paraje que hoy ocupa, a mediados del siglo XVIII.
En 1807, San Isidro era una aldea de ladinos en el partido de Sensuntepeque; la aldea de San Isidro se erigió en pueblo poco antes de l emancipación política (1821) y ya figura como tal y como cantón electoral en la ley del 18 de febrero de 1841.
Perteneció al departamento de San Vicente desde 1824 (12 de junio) hasta 1873 (10 de febrero), en esta última fecha ingreso en el departamento de Cabañas.

## Ciudad de San Isidro
La de San Isidro, situada a 370 m s. n. m. y 11 km al sureste de la ciudad de Sensuntepeque. Sus coordenadas geográficas centrales son: 13°49′54″ LN. Y 88°43′9″ LWG. Se divide en dos barrios El centro y el Calvario. Las calles más importantes son Calles Boanerges Bautista Chávez. Pte. y Ote. Av. 15 de mayo Norte y sur

## Gobierno local
El gobierno local lo ejerce un concejo municipal integrado por un alcalde, un sindico y varios regidores

## Clima
El clima es cálido, pertenece al tipo de tierra caliente. La temperatura promedia de 31 °C. El monto pluvial anual oscila entre 1800 y 2400 mm.

## Vegetación
La Flora está constituida por bosque húmedo subtropical; las especies arbóreas más notables son: conacaste, morro, madrecacao, pepeto, chaparro, nance y roble.

## Suelos
Los diferentes tipos de suelos que se encuentran en el municipio son: Litosoles y Regosoles, Entisoles (fase ondulada, a montañosa muy accidentada); Latosoles Arcillo Rojizos y Litosoles. Alfisoles ( fase pedregosa superficial, de ondulada a montañosa muy accidentada); Grumosoles, Litosoles y Latosoles Arcillo Rojizos. Vertisoles y Alfisoles (fase de casi a nivel, a fuertemente alomada).

## Rocas
Predominan los tipos de: riolitas andesítica, lava dacítica y andesítica, sedimentos volcánicos detríticos con materiales piroclásticos y corrientes de lava intercaladas.

## Economía local

### Producción agropecuaria
Los Productos agrícolas de mayor cultivo son: granos básicos, ajonjolí, caña de azúcar, plantas hortenses y frutícolas. Hay crianza de ganado: vacuno, porcino, caballar y mular. Así como aves de corral.

### Industria y comercio
Elaboración de productos lácteos, dulce de panela y fabricación de materiales para la construcción, oro. En el comercio local existen tiendas, farmacias, bazares, ferreterías, agro-servicios y otros pequeños negocios.}

## Accesos y comunicaciones
San Isidro se une por carretera pavimentada con Guacotecti y las ciudades de Sensuntepeque e Ilobasco. Los Cantones y Caseríos se enlazan por caminos vecinales a la cabecera municipal.

## Equipamientos sociales
El municipio cuenta con servicios de Educación, Salud, Agua Potable, Luz Eléctrica, Juzgados de Paz, PNC, correo, teléfono, recolección de basura, alcantarillado (zona urbana).
El nivel de participación ciudadana es alto ya que los líderes del Municipio son activos y se han organizados tanto de forma territorial como sectorial. Territorialmente hay 19 ADESCOS organizadas y politizadas, y 8 directivas infanto – juveniles. (las cuales ya desaparecieron) En el área sectorial hay 9 sectores en proceso de organización.
La municipalidad ha implementado diferentes programas encaminados al fortalecimientos de las aptitudes artísticas y deportivas de la niñez y la juventud; así se han construido ya dos canchas de futbolito rápido, una cancha de arena para futbol playa y un moderno polideportivo. Los grupos coreograficos que se han formado incluen a varios niños y jóvenes, quienes reciben sus clases semanalmente. Además se cuenta con dos batucadas las cuales son apoyadas con implementos musicales.

## Hidrografía
En el Municipio se encuentran los siguientes ríos: Las Cañas, de Los Pueblos, Titihuapa, San Isidro, Viejo o San Francisco y El Jícaro.
Quebradas: La quebradota, El Izcal, Chichipate, La Ceiba, La Adobera, de Gualuca, Las Pilas, La Majada, La Queserita, Chico Santo, Los Arrozales, E L Copal Cabo de Hacha, de Las Marías, de Lauras, El Oloton, El Pital, Agua Fría, El Roble y del Zapotal

### Ríos Principales
- San Isidro: se forma de la unión de la quebrada Chichipate y el río Viejo San Francisco a 0,60 km al sur de la ciudad San Isidro y desemboca en el rí Titihuapa. Longitud 5,5 km.
- Viejo o San Francisco: río de los municipios de Guacotecti, Sensuntepeque y San Isidro, su longitud es de 10,2 km.
- El Jícaro. Río de los municipios de Sensuntepeque y San Isidro. Se forma de la unión de los ríos. Las Vueltas y la quebrada la Quebradona a 7,2 km al este de la ciudad de San Isidro desemboca en el río Titihuapa su longitud es de 3,1 km.
- Las Cañas: hace una entrada en este municipio, a 4,4 km al oriente de la ciudad de San Isidro; corre con rumbo Norte, sirviendo como límite entre este municipio y el de Ilobasco; recibe la afluencia de la quebrada La Quebradota y abandona el municipio en las inmediaciones del caserío El Zarza. La longitud de su recorrido dentro del municipio de 7,5 km.
- De Los Pueblos: entra a formar parte de este municipio a 5,0 km al noreste de la ciudad de San Isidro. Corre con rumbo Sureste a Nororiente sirviendo como límite municipal entre ente municipio y el de Sensuntepeque; abandona el municipio a 1,0  km al norte del cerro la Calavera. La longitud de su recorrido en este municipio es de 8,0 km.
- Titihuapa: entra a formar parte de esta compresión municipal, a 4,8 km al sudoriente de la ciudad de San Isidro en el lugar donde la influye la quebrada del Zapotal y desde ahí, corre con dirección este, sirviendo como límite departamental entre San Vicente y Cabañas, en el tramo correspondiente entre ese municipio y los de San Sebastián, San Esteban Catarina y Santa Clara. Recibe la afluencia de las quebradas: Las Pilas, El Copal, Lajitas, Agua Fría y otra sin nombre, además le afluyen los ríos San Isidro y el Jicaro; abandonando al municipio en el lugar donde recibe las aguas de este último río. Su recorrido dentro de este municipio tiene una longitud de 15,0 km.

## Orografía
Los rasgos orográficos más notables son los cerros: Calaveras, Brujo, Pelón, Feliciano, Cubías Morontepeque, El Orégano, El Convento, de Coyotes, Volcancillo, Pataste, de Caballos, Huacuco, Achomical, Olotón, Humeras, El Tablón Cuayabillas o Las Minas, Gabilán Huilihuista y Ávila; las lomas: El Pedernal, El Ujushte, El Izcatal, de La Hacienda, Los Empedrados, Los Encuentros, El Coyolito y de Obasco.

### Cerros principales
- Morontepeque: situado a 2,9 km al sudoeste de la ciudad San Isidro entre las quebradas Las pilas y la Majada es el más elevado del municipio, pues alcanza una altura de 655 m s. n. m.
- Humeras: ubicado a 5,0 km al sudeste de la ciudad de San Isidro. Su elevación es de 520 m s. n. m.
- El Orégano: está situado a 1,4 km al sudoriente de la ciudad de San Isidro y al noreste del cerro Morontepeque. Su elevación es de 520 m s. n. m.

## Toponimia
- Huilihuistal (Náhuatl) proviene de las voces: huilihuist o güilihuiste; tal, tierra, “Tierra de los huilihuistes”. Izcatal (Nahuatl) proviene de las voces: izcat, ishcat, que significa algodón; tal: tierra “tierra de algodones”.
- Morontepeque (nahuatl) proviene de las voces: mutu que significa ardilla; tepe: cerro; co: en, lugar. “en el cerro de las ardillas”
- Titihuapa: (Nahuatl). Proviene de las voces: tiltic, que significa: negro, tinta; hua: partícula que denota posesión; apan: río. “Río que tiene tinta negra”.

## Personajes ilustres
- Don Joaquín Rodríguez Amaya: originario y vecino de este municipio fue galardonado a nivel mundial por las Naciones Unidas, por haber diversificado productos de la canasta básica en una pequeña parcela de su propiedad.
- Las familias Mejía, Iraheta, Amaya, son las familias más reconocidas de la zona.

## Topografía
La zona posee terrenos con pendientes, menores o iguales al 10% en el área urbana; en los alrededores las pendientes aumentan aproximadamente, hasta el 15% Las características que presenta este tipo de pendientes topográficas son: pendientes bajas y medianas; ventilación adecuada, asoleamiento constante, erosión media, drenaje fácil y buena vista; el uso recomendable para este tipo de pendientes topográficas en la construcción de mediana densidad e industrial y también la construcción de centros recreativos

## Servicios públicos municipales
En el Área Urbana el servicio de telefonía directa lo brinda la empresa TELECOM. En los cantones Llano de la Hacienda, Los Jobos, San Francisco tienen el servicio de Tele-Compadre, que es un sistema de teléfono público-directo. El servicio de teléfono celular está en todos los cantones donde llega la señal.
El Área Urbana tiene el servicio de agua con el sistema de ANDA, administrado por la empresa municipal descentralizada de Agua de San Isidro (EMASIC). De la población total el 60 % tiene el servicio de agua, la calidad es buena. El 40 % restante de la población no tienen el servicio porque representan a las colonias o lotificaciones nuevas que no estén legalizadas. La producción promedio de la fuente El Zapote es de 4 l/s, lo que representa al mes 10.368 m³. La dotación de agua por habitante por día es de aproximadamente de 100 l de agua, sin embargo, la mala calidad de la red de distribución no permite optimizar el servicio de agua.
El 97% de la población del Área Urbana tiene servicio de tren de aseo, tres veces por semana; el 3% restante no lo tiene por no querer pagar el servicio. Un problema detectado en el diagnóstico es la quema de basura que contamina el ambiente.
En el área urbana el 90% de la población tiene el servicio de luz eléctrica, el 10% restante que no tienen el servicio representa las nuevas colonias o lotificaciones que recientemente se han formado y que aún no están legalizados. En el área rural el 98% de la población tiene el servicio de luz. En ambos casos el servicio lo brinda la empresa CAESS. Toda el área urbana y el Cantón San Francisco tienen el servicio de alumbrado público.En general el servicio es de buena calidad.
Los habitantes de los cantones San Francisco y Los Jobos poseen el servicio de agua clorada del Proyecto PLANSABAR, actualmente lo administran ADESCOs de Agua. ADESCOs de Agua fueron formadas con el objetivo de administrar y velar por la calidad y distribución del agua. Tienen dos tipos de servicio: domiciliar y por cantareras. El 100% de la población tiene el servicio de agua y es de buena calidad.
El Caserío La Loma tiene servicio de agua del Proyecto PLANSABAR administrado por la ADESCO, tienen un sistema mixto de servicio: domiciliar y por cantareras. La calidad del agua es regular y el 100% de la población tiene el servicio.
En el Caserío El Jute tiene servicios del sistema de ANDA de San Isidro. Es de buena calidad.
Los habitantes del Cantón Potrero y Tabla y Caserío Hacienda Vieja tienen servicio de agua del Proyecto PRODECA. La cobertura es el 100% de la población. La calidad del agua es regular y el servicio lo administra la ADESCO de agua.

## Infraestructuras
- El puente: esta sobre el río Titihupa en el cantón Llano de La Hacienda. Se dice que su construcción se hizo a finales del siglo XIX o principios del siglo XX. El sistema de construcción utilizado es de Mampostería de piedra, ladrillo y calicanto; en época del conflicto armado que se dio en el país, fue destruido una parte, por esa razón no conserva su estructura original. El ancho del puente es de 4 m.

- Alcaldía municipal: se encuentra ubicada sobre la avenida 15 de mayo, al Oeste del parque central. Fue construida en el año 1956. sus paredes son de adobe y la cubierta es de teja con estructura de madera posee un portal en la fachada principal que es un elemento característico del estilo colonial por ser un edificación que data de 41 años consta solamente de un espacio amplio para atender a los pobladores otros que es el despacho del alcalde, la cárcel y servicios sanitarios.

- Parque central: se encuentra ubicado sobre la avenida principal y avenida 15 de mayo en su intersección con la primera calle oriente y 2.ª calle oriente. Mide aproximadamente 1500 m², posee abundante vegetación (árbol de laurel de la india) y jardines, las circulaciones peatonales son en sementadas en los extremos de la circulación se encuentran algunas bancas.

- Casa de la cultura: se ubica sobre la calle central oriente. Consta de una edificación, construida con paredes de ladrillo de barro, columnas de concreto armado y cubierta de lámina de fibro-cemento con estructura metálica, sin cielo falso; la ventilación es por medio de celosía de barro y ventanas de celosía de vidrio, el piso es de ladrillo de cemento; posee servicio de agua potable y energía eléctrica

## Patrimonio
- Iglesia San Isidro Labrador: la iglesia se construyó de nuevo, en el periodo del 19 de enero de 1987 al 14 de mayo de 1988, conservándose únicamente el campanario del templo anterior que es de adobe. La iglesia la mandó construir el Padre Simón Navidad, quien contrata a maestros de obra y albañiles, del lugar, para que ejecutaran la obra. El sistema constructivo es el mixto: paredes son de ladrillo de barro visto, columnas de concreto armado y cubierta de lámina de fibrocemento con estructura metálica y sin cielo falso; la ventilación es a través de ventanas de celosía d vidrio y el piso es de ladrillo de cemento. A partir de cada cambio de presbítero de la iglesia, cada quien la modifica a gusto, en dicho cambio se invierten miles de dólares y días de trabajo de los feligreses, y con esto perdiendo nuestro patrimonio cultural. Últimamente se ha sabido qu el campanario que es lo último que ha quedado como patrimonio en la ciudad será modificado en la actual proyecto.

- Portales: se encuentran ubicados alrededor del parque central. El origen de los portales, se debe a una de las ordenanzas de Felipe II en la cual dice “toda plaza a la redonda y las cuatro calles principales que de ella sale, tenga portales, porque son de mucha comodidad para los tratantes”. Por eso tiene un valor histórico.

## Ocio y turismo
Los medios de recreación con que cuenta San isidro son una cancha de fútbol, improvisada en un terreno que pertenece a un poblador del lugar y una cancha de básquetball, que se encuentra frente a la iglesia, en el costado oeste del parque Central. Son considerados lugares turísticos “la piedra pintada” que se encuentra en el río Titihuapa y constituye un sitio con valor histórico, la zona verde que es un turicentro.
- La pintada: se encuentra ubicada en el cantón Llano de la Hacienda, sobre el río Titihuapa.“la piedra pintada” le llaman a un lugar, donde se encuentra unos petrograbados sobre una pared de piedra que tiene la forma de una cueva; según datos arqueológicos se podría datar del Clásico Tardío (600-900 después JC). La primera misión arqueológica franco-salvadoreña del 2004 permitió definir por lo menos dos fasis en la realización de los grabados que representan figuras antropomorfas (seres humanos, huellas de mano, cabeza,...), zoomorfas (aves, frisa de animales, ...), y geométricas (círculos cruzados, formas de serpiente, puntos, círculos, ...). El sitio de la Pintada está en peligro de desaparición, por las fogatas encendidas al pie del pared, las rayas y las basuras depositas. Actualmente se realizó un estudio por arqueólogos de franceses de la organización de AIPRA, donde además se han encontrados otros petrogradados, en la cueva de los Fierros, y un Cementorios Indígena en el Cantón El Junquillo, informe entregado a CONCULTURA, quien no ha promovido medidas para declararlas como Zona Protegida

## Escudo de San Isidro
En el centro del escudo se encuentra un heptágono, que en el centro tiene una rosa de maíz de siete mazorcas que representa un símbolo de amor y los más elevados sentimientos culturales de sus siete cantones y su actividad agrícola.
En el cuadro que se encuentra en el centro se encuentra expresados la infraestructura y toponimia de la ciudad de San Isidro, el más famoso de los cuatro cerros de la ciudad el cerro de Ávila, la Iglesia católica representando la máxima autoridad eclesiástica, el edificio de la Alcaldía municipal representando la máxima autoridad de la ciudad y el puente del famoso río Titihuapa. A la izquierda una cabeza de toro que representa la ganadería la más importante actividad economía; y la derecha un título y un birrete representando la educación.
En la parte superior esta el sol, representando las facultades intelectuales y el centro de la inteligencia como cabeza sobre el escudo y en la parte inferior la luna digna representante de la generación de las especies y su marcada influencia sobre las aguas de la vida.
Toda la estructura del escudo es dorada como el oro, y el cuadro que vemos en el cuerpo del escudo nos recuerda la entrada a las minas de “San Francisco El Dorado”
Y al final el estandarte con el nombre y la fecha de la ciudad
- Datos: Q1154075